# ニューヨーク交響楽団
ニューヨーク交響楽団（ニューヨークこうきょうがくだん、英：New York Symphony Orchestra）は、かつてアメリカ合衆国のニューヨーク市に存在したオーケストラ。

## 概要
1878年、レオポルド・ダムロッシュによってニューヨーク・シンフォニー・ソサエティーの名で創設された。長い間、フィルハーモニック・シンフォニー・ソサエティー・オブ・ニューヨーク（現：ニューヨーク・フィルハーモニック）とは熾烈な競争を繰り広げた。また、カーネギー・ホールを1891年に建築したアンドリュー・カーネギーからは特別の支援を受けた。ドイツ音楽を得意とするニューヨーク・フィルハーモニックに対し、ニューヨーク交響楽団は色彩豊かなフランス音楽やロシア音楽を好んで演奏することで知られた。
レオポルド・ダムロッシュが他界すると、息子のヴァルター・ダムロッシュが音楽監督として就任した。1903年、ニューヨーク交響楽団へ改称された。1920年、アメリカ合衆国のオーケストラとしては初めてヨーロッパ・ツアーを遂行した。

1928年、ニューヨーク交響楽団はフィルハーモニー・ソサエティー・オブ・ニューヨークに吸収合併され、ニューヨーク・フィルハーモニー交響楽団（Philharmonic-Symphony Society of New York）（後にニューヨーク・フィルハーモニックへ改称）となった。